# Лукунде, Мариу
Мариу Лукунде (Mário Lucunde) (13 мая 1957, Каимбамбо, Португальская Западная Африка — 26 февраля 2023, Бенгела, Ангола) — ангольский католический прелат, епископ Менонгве (2005—2018).

## Биография
Изучал философию и католическую теологию в священнической семинарии Кристо Реи в Хуамбо.
3 февраля 1985 года принял священнический постриг. Служил в храмах епархии Бенгелы. В 1994 году в Папском университете Урбаниана в Риме защитил диссертацию доктора философии:
- O problema da intersubjectividade em Maurice Nédoncelle. A intersubjectividade como constitutivo funamental do personalismo. Pontificia Universitas Urbaniana, Rom 1994, OCLC 489775136.

После этого служил префектом священнической семинарии в Хуамбо и ректором Главной семинарии в Бенгеле. Также возглавлял Ангольский институт религиозных наук (Angolan Institute for Religious Science).
Папа Бенедикт XVI назначил его 3 августа 2005 года епископом Менонгве. Рукоположён в сан епископом Бенгелы Оскаром Лино Лопесом, которому сослужили апостолический нунций в Анголе и Сан Томе Джованни Анжело Беччу и архиепископ Лубанго Дзакариас Камвеньо. Церемония проходила в капелле Носса Сенора де Навегантес (Nossa Senhora de Navegantes) в Бенгеле. Лукунда приступил к исполнению обязанностей 16 октября.
Папа Франциск 12 марта 2018 года принял его досрочную отставку в связи с болезнью.
Мариу Лукунде умер в Бенгеле 26 февраля 2023 года в возрасте 65 лет.